# John Mills (baloncestista)
John P. Mills (Ohio, 7 de septiembre de 1919-Knox, Kentucky, 25 de agosto de 1995) fue un jugador de baloncesto estadounidense que disputó una temporada en la NBA, y dos más en la NBL. Con 2,03 metros de estatura, jugaba en la posición de ala-pívot.

## Trayectoria deportiva

### Universidad
Jugó durante su etapa universitaria con los Hilltoppers de la Universidad de Kentucky Occidental, siendo junto a Virgil Vaughn y Buck Sydnor los primeros jugadores salidos de dicha institución en jugar en la BAA o la NBA.

### Profesional
Comenzó su andadura profesional en los Cleveland Allmen Transfers de la NBL, donde jugó dos temporadas, siendo la más destacada la primera, en la que promedió 3,4 puntos por partido.
En 1946, ya con 27 años, fichó por los Pittsburgh Ironmen de la recién creada BAA, con los que jugó la única temporada del equipo en la liga, en la que promedió 3,9 puntos por partido.

#### Estadísticas en la BAA

##### Temporada regular
| Temporada | Edad | Equipo             | Liga | P | TIT | MIN | TC | TCA | %TC | 3P   | 3PA | %3P | TL | TLA | %TL | R.OF. | R.DEF. | REB | ASIS | ROB | TAP | PER | FP  | PTS |
| 1946-47   | 27   | Pittsburgh Ironmen | BAA  |   | 47  |     |    | 1.2 | 4.0 | .294 |     |     |    | 1.5 | 2.7 | .550  |        |     |      | 0.2 |     |     | 2.0 | 3.9 |
| Total     |      |                    | BAA  |   | 47  |     |    | 1.2 | 4.0 | .294 |     |     |    | 1.5 | 2.7 | .550  |        |     |      | 0.2 |     |     | 2.0 | 3.9 |